# 프로그래머블 인터럽트 컨트롤러
프로그래머블 인터럽트 컨트롤러(programmable interrupt controller, PIC) 또는 프로그램 가능 인터럽트 제어기는 컴퓨팅에서 우선 순위를 인터럽트 출력에 할당하는 것을 허용하면서 하나 이상의 CPU 라인으로 여러 소스의 인터럽트를 병합하기 위해 사용하는 장치이다. 장치에 표명(assert)할 여러 인터럽트 출력이 있다면 상대적인 우선 순위에 따라 이들을 표명한다. PIC의 일반적인 모드에는 하드(hard), 로테이팅(rotating), 캐스케이딩(cascading) 우선 순위가 있다.

## 공통 기능
PIC는 보통 공통 레지스터 집합을 보유하고 있다: IRR(인터럽트 요청 레지스터, Interrupt Request Register), ISR(인 서비스 레지스터, In-Service Register), IMR(인터럽트 마스크 레지스터, Interrupt Mask Register)

## 같이 보기
- APIC
- 인터럽트
- 인터럽트 핸들러
- 인터럽트 요청(IRQ)